# Jelanci
Jelanci (oroszul: Еланцы) falu Kelet-Szibériában, Oroszország Irkutszki területén, az Olhoni járás székhelye.
Lakossága: 4009 fő (a 2010. évi népszámláláskor).

## Fekvése
Az Irkutszki terület déli részén, Irkutszk területi székhelytől 210 km-re keletre, a Bajkál-tó nyugati partja közelében helyezkedik el, 499 m magasságban (tszf). A falu mellett folyik a Bajkált tápláló egyik kisebb folyó, az Anga.
Neve két burját szóból származik: елга (jelentése: 'mélyedés, horpadás') és ганса (jelentése 'egy, csak egy'). A falu egy nagyobb mélyedésben, több kisebb völgy találkozásánál fekszik. 
A településen át vezet a P-418 (R-418) jelű (Irkutszkból kiinduló) útról Bajandajnál leágazó és a Bajkál Olhon nevű szigetére vezető országút. A szigetről elnevezett Olhoni járás területe keskeny sávban 370 km-en át húzódik a Bajkál nyugati partja mentén.
2015 elején a faluban 50 ágyas, jól felszerelt járási kórház kezdte meg működését. Építése 2006-ban kezdődött, de később évekig szünetelt, mert az alvállalkozó csődbe jutott, és csak 2011-ben folytatták a munkát. Az új kórház mellett tízlakásos lakóház épül a kórházi személyzet számára.